# Cornelia Jakobs diskografi
Cornelia Jakobs är en svensk sångerska och låtskrivare. Hennes diskografi omfattar elva självutgivna singlar och fem officiella musikvideor.
Artisten sågs först i Idol 2008 och efter att ha mottagit kritik från juryn så blev hon en del av bandet Love Generation som deltog i Melodifestivalen 2011 samt 2012. Efter att ha deltagit i Melodifestivalen två år i rad så gjorde hon 2013 duetten "Somewhere" med sin far Jakob Samuel. 2016 samarbetade hon med artister som Manse och Joakim Molitor med singlarna "We Come Alive" respektive "Lovers on Film". På sin Youtube-kanal har hon gjort covers av bland annat "Born to Run" och "Everybody's Changing".
2020 skrev Jakobs låten "Weight of the World" vilket blev soundtracket som användes i HBO Nordic-producerade serien Björnstad. Jakobs var en av låtskrivarna till Efraim Leos bidrag "Best of Me" i Melodifestivalen 2021 och samma år gästade hon Linus Hasselbergs låt "Jag trodde jag sov" från albumet "Oktober & Oranget". Året därpå deltog hon som soloartist i Melodifestivalen med bidraget "Hold Me Closer", vilket hon vann tävlingen och representerar Sverige med i Eurovision Song Contest 2022 i Turin.

## Singlar

### Som Cornelia Jakobs
| År   | Titel                 | Listplacering | Musikvideo |
| År   | Titel                 | SVE           | Musikvideo |
| ---- | --------------------- | ------------- | ---------- |
| 2018 | "Late Night Stories"  | —             |            |
| 2018 | "All the Gold"        | —             | —          |
| 2018 | "You Love Me"         | —             | —          |
| 2018 | "Animal Island"       | —             | —          |
| 2018 | "Shy Love"            | —             | —          |
| 2018 | "Locked Into You"     | —             |            |
| 2019 | "Hanging On"          | —             | —          |
| 2020 | "Dream Away"          | —             | —          |
| 2020 | "Weight of the World" | —             |            |
| 2022 | "Hold Me Closer"      | 1             |            |
| 2022 | "Fine"                | —             |            |
| 2022 | "Rise"                | —             | —          |

### Som gästartist
| År   | Titel                | Gästar           | Listplacering |
| År   | Titel                | Gästar           | SVE           |
| ---- | -------------------- | ---------------- | ------------- |
| 2013 | "Somewhere"          | Jakob Samuel     | —             |
| 2016 | "We Come Alive"      | Manse            | —             |
| 2016 | "Lovers on Film"     | Joakim Molitor   | —             |
| 2016 | "Ta dig hit"         | Canto            | —             |
| 2021 | "Jag trodde jag sov" | Linus Hasselberg | —             |